# Карґан-Руд
Карґан-Руд (перс. کرگان رود) — бахш в Ірані, в шагрестані Талеш остану Ґілян. За даними перепису 2006 року, його населення становило 24804 особи, які проживали у складі 6216 сімей.

## Дегестани
До складу бахша входять такі дегестани:
- Лісар
- Хотбех-Сара